# Горская, Ольга Георгиевна
Ольга Георгиевна Горская (укр. О́льга Гео́ргіївна Го́рська) — украинская театральная актриса, известная по выступлениям в Киевском театре имени Ивана Франко и ряде других украинских театров.

## Биография
Родилась в Одессе в семье актера и режиссера Георгия Григорьевича Горского, который в свое время начал выступать на украинской сцене по благословению Марка Кропивницкого.
Семилетней девочкой в 1895 году Ольга выступила в главной роли в спектакле Одесского артистического кружка в трогательной мелодраме «Буря».
Окончила 2-ю одесскую гимназию. Рано вышла замуж за священника Юрия Владимировича Жевченко и жила с мужем в селе Фасова Киевского уезда.
В 1908 году родила дочь Тамару. Также Ольга Горская с мужем взяли под опеку сироту Клеопатру Тимошенко, которая впоследствии стала известной актрисой.
Расставшись с мужем, устроилась на работу в Одесской российской драме белошвейкой. Через год вышла замуж за Стефания Евстигнеевича Трегубова. Как актриса выступила в передвижной труппе в Тирасполе.
Переехала в Киев, окончила там актерско-режиссерские курсы, после чего с 1919 года работала в Театре имени Гната Михайличенко.
В 1920 году на приглашение театра им. Франко выехала в Черкассы, где стала ведущей актрисой, играла Йолю («Йоля»), Марию («Грех»), графиню («женитьба Фигаро»), Герцогиню Падуанську, Йокасту («Царь Эдип»).
В 1926 — 1927 гг. играла в Харьковском народном театре: роль Маруси Богуславки особенно понравилась зрителям и прессе.
В 1929 году — актриса Краснозаводского театра в Харькове.
В 1931 году работает в театрах Харькова, в частности в Театре Революции.
В 1932 — 1935 гг. работает в различных театрах Донбасса.
В 1935 — 1936 гг. — актриса Днепропетровского украинского драматического театра им. Т. Г. Шевченко.
В 1936 — 1937 гг. работает в Полтавском музыкально-драматическом театре.
Имела третий брак с писателем Аркадием Любченко, но перед войной брак распался.
В конце 1930-х работала в Киевском областном театре.
Во время войны с 1943 — в эвакуации, работает в Уфе в госпитале, где проводит литературно-агитационную работу. Там же находились и ее дочь Тамара со своим мужем — писателем Юрием Яновским.
С января 1944 по 1947 — снова и до выхода на пенсию работает актрисой Киевского украинского драматического театра имени Ивана Франко.

## Роли
- Йоля — Йоля
- Грех — Мария
- Веселья Фигаро — Графиня
- Царь Эдип — Герцогиня Падуанская, Йокаста
- Марко в пекле — Царица
- Княжна Виктория — Баронесса
- Сигнал — Наталья
- Зайцы — Лимериха
- Самсон и Далила — Догмар
- Ревизор — Анна Андреевна